# 努丽娅·布兰卡乔
努丽娅·布兰卡乔（Nuria Brancaccio，2000年6月24日—），意大利女子网球运动员。 
布兰卡乔在ITF女子巡回赛拥有1个单打冠军和3个双打冠军。

## 个人生活
布兰卡乔的母亲是西班牙人，父亲是意大利人。她的哥哥劳尔·布兰卡乔也是一名网球运动员。

## 职业生涯
布兰卡乔首次参加WTA巡回赛实在2021年意大利公开赛上，她与露西娅·布龙泽蒂收获了一张双打外卡。她代表意大利队在2022年地中海运动会网球比赛上收获了单打银牌和双打铜牌。
2022年9月她进入了WTA125巡回赛意大利巴里站的决赛。

## WTA125决赛

### 单打: 1 (亚军)
| 结果 | 胜-负 | 日期      | 巡回赛                   | 场地 | 搭档              | 对手     | 比分 |
| ---- | ----- | --------- | ------------------------ | ---- | ----------------- | -------- | ---- |
| 负   | 0–1   | 2022年9月 | 普利亚网球公开赛, 意大利 | 泥地 | 朱莉娅·格拉伯赫尔 | 4–6, 2–6 |      |